# Tschohodariwka
Tschohodariwka (ukrainisch Чогодарівка; russisch Чегодаровка/Tschegodarowka) ist ein Dorf im Süden der Ukraine, etwa 67 Kilometer nordwestlich von der Rajonshauptstadt Beresiwka und etwa 110 Kilometer nördlich von der Oblasthauptstadt Odessa entfernt.

## Geschichte
Das Dorf entstand im 19. Jahrhundert und trug bis in die 1960er Jahre den Namen Marjano-Tschohodariwka (Мар'яно-Чогодарівка).

## Verwaltungsgliederung
Am 11. Oktober 2019 wurde das Dorf zum Zentrum der neugegründeten Landgemeinde Tschohodariwka (Чогодарівська сільська громада/Tschohodariwska silska hromada). Zu dieser zählten auch noch die 4 Dörfer Brankowanowe, Katschulowe, Samijliwka und Walentyniwka, bis dahin bildete es zusammen mit den Dörfern Katschulowe und Walentyniwka die gleichnamige Landratsgemeinde Tschohodariwka (Чогодарівська сільська рада/Tschohodariwska silska rada) im Westen des Rajons Schyrjajewe.
Am 12. Juni 2020 kamen noch 4 weitere Dörfer zum Gemeindegebiet.
Seit dem 17. Juli 2020 ist sie ein Teil des Rajons Beresiwka.
Folgende Orte sind neben dem Hauptort Tschohodariwka Teil der Gemeinde:
| Name                     | Name          | Name                        |
| ukrainisch transkribiert | ukrainisch    | russisch                    |
| ------------------------ | ------------- | --------------------------- |
| Brankowanowe             | Бранкованове  | Бранкованово (Brankowanowo) |
| Katschulowe              | Качулове      | Качулово (Katschulowo)      |
| Kopijkowe                | Копійкове     | Копейково (Kopeikowo)       |
| Malihonowe               | Малігонове    | Малигоново (Maligonowo)     |
| Maschenka                | Машенька      | Машенька                    |
| Samijliwka               | Самійлівка    | Самойловка (Samoilowka)     |
| Walentyniwka             | Валентинівка  | Валентиновка (Walentinowka) |
| Wolodymyriwka            | Володимирівка | Владимировка (Wladimirowka) |